# St. Levin (Harbke)

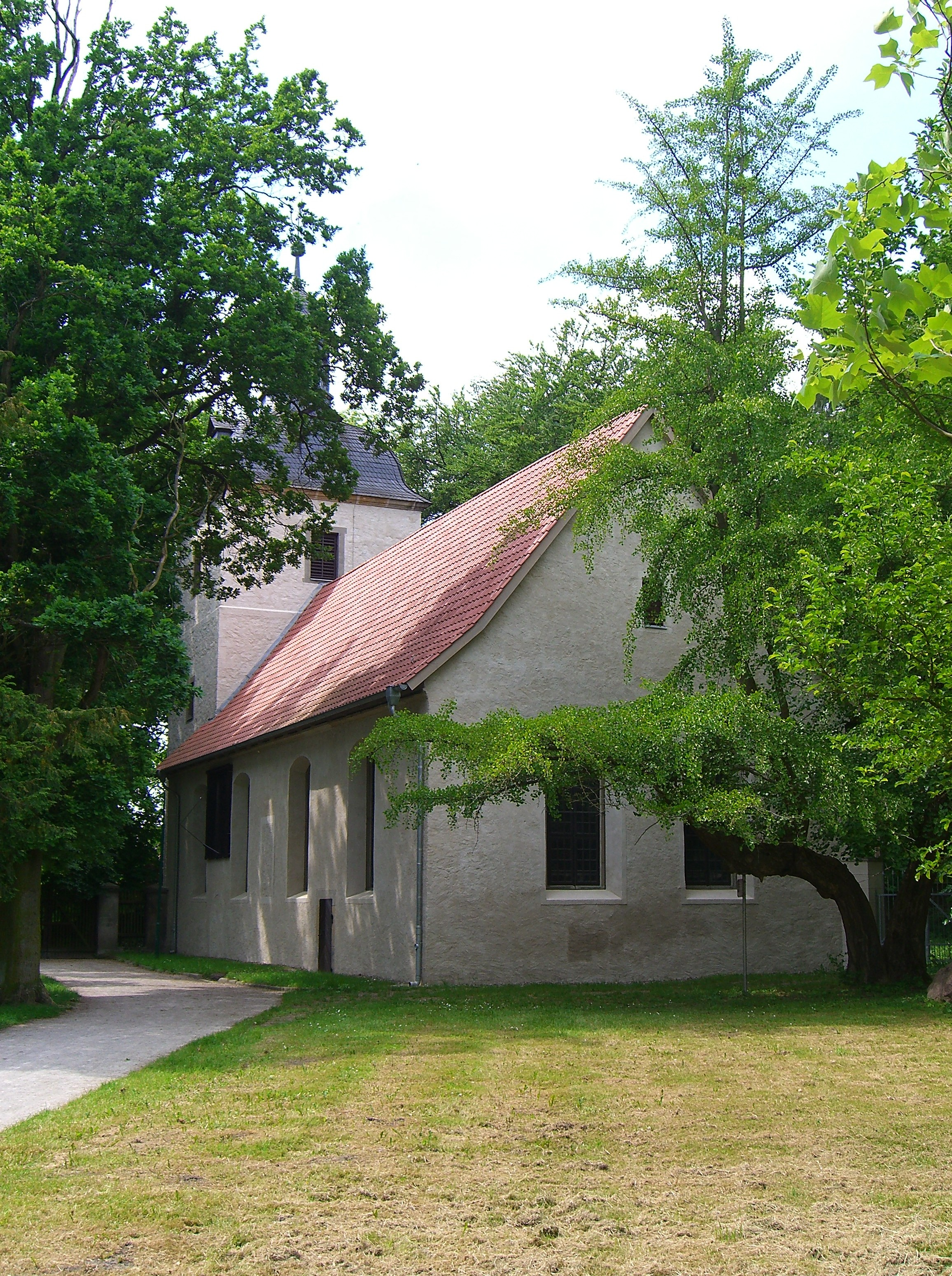
St. Levin (Harbke)

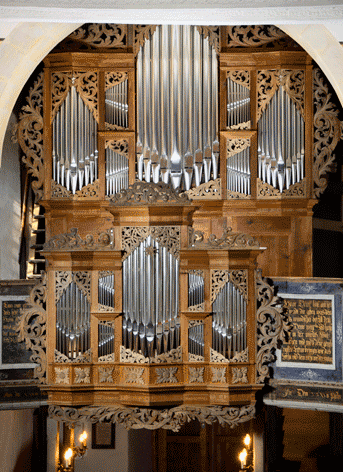
Orgel

Die evangelische Dorfkirche St. Levin (auch: Schlosskirche Harbke) ist eine Saalkirche des 16. Jahrhunderts in Harbke im Landkreis Börde in Sachsen-Anhalt. Sie gehört zum Kirchspiel Hötensleben im Kirchenkreis Egeln der Evangelischen Kirche in Mitteldeutschland und ist für ihre wertvolle barocke Orgel bekannt.

## Geschichte und Architektur
Die Schlosskirche Harbke wurde 1572 als schlichter Rechteckbau auf den Grundmauern eines älteren Bauwerks in der Nähe von Schloss Harbke erbaut und in den Jahren 1718/1719 durch einen Westturm mit geschweifter Haube und kleiner Laterne erweitert. An der Südseite der Kirche befindet sich ein vermauertes Portal mit dem Erbauungsjahr und dem Wappen derer von Bartensleben und von Veltheim. Die Segmentbogenfenster wurden wohl gleichzeitig mit dem Westturm eingebrochen.
Das Innere ist trotz der barocken Fenster relativ dunkel und wird von einer dreiseitigen Empore eingefasst. An der Südseite des Chores ist eine Herrschaftsloge eingebaut, die am älteren Teil auf das Jahr 1593 datiert ist und mit kannelierten Pilastern, Wappenschmuck und Bibelsprüchen versehen ist und am jüngeren Teil aus der Zeit um 1720 gemalten Wappenschmuck zeigt. Der Raum ist mit einer flachen Balkendecke mit Stuckierungen der Spätrenaissance geschlossen, die kleinteiligen, mit Modeln gepresstem Dekor (Löwen mit Wappen, Hirschjagden, Masken, Sterne und weitere Symbole) zeigen.
Setzungen am Turm infolge des Braunkohlentagebaus in der Umgebung führten zu einer Gefährdung von Kirche und Orgel, die eine Restaurierung mit Unterstützung der ZEIT-Stiftung in den Jahren 2000–2007 notwendig machte.

## Ausstattung
Der geschnitzte Altaraufsatz ist mit einem Abendmahlsbild zwischen Säulen, Ohrmuschelwangen und einer Inschriftkartusche von 1676 darunter versehen. Hinter dem Altar ist eine hölzerne Empore mit einer zierlichen Balusterbrüstung angebracht. Die geschnitzte Kanzel mit Wappenschmuck derer von Veltheim und von Saldern ruht auf einer schlanken kannelierten Säule und ist mit der Jahreszahl 1591 datiert.
Zahlreiche Epitaphe und Grabsteine der Familien von Veltheim und von Engelbrecht sind erhalten. Hervorzuheben ist das Epitaph des Achatius von Veltheim († 1588) und seiner Frau Margarethe von Saldern († 1615), das einen reichgeschnitzten architektonischen Aufbau mit Roll- und Beschlagwerkornamentik mit einem Relief mit der Auferstehung in der Mitte zeigt, das von lebensgroßen ganzfigurigen Bildern der Verstorbenen gerahmt ist. Weiterhin zu erwähnen ist das Epitaph des Hembo von Veltheim († 1681) mit einem Bildnis des Verstorbenen, das von Pilastern und Wappenschmuck gerahmt ist. Das Epitaph der Katharina von Engelbrecht († 1600) aus Sandstein zeigt die nahezu freiplastisch dargestellte Verstorbene vor dem Kruzifix kniend. Das Epitaph für eine Tochter des Heinrich von Bülow († 1602) aus Sandstein mit Alabasterreliefs zeigt in der Mitte in einer Rundbogennische die Auferweckung der Tochter des Jairus und im Aufsatz die Auferstehung Christi; die figürlichen Darstellungen sind ebenso wie die reiche ornamentale Rahmung mit Masken, Engelköpfen und Fruchtgehängen von besonderem künstlerischem Wert und wurden im Jahr 2001 restauriert. Unter den figürlichen Grabsteinen aus dem 16. und 17. Jahrhundert ist besonders derjenige des Achatius von Veltheim († 1588) von besonderem Wert; der Verstorbene ist mit Rüstung in einer rundbogigen Nische mit Wappenrahmung dargestellt.

## Orgel
Die Orgel ist ein Werk von Christoph Treutmann aus dem Jahr 1722 mit 22 Registern auf zwei Manualen und Pedal. Sie enthält Pfeifenmaterial einer älteren, einmanualigen Orgel von Gottfried Fritzsche aus dem Jahr 1622. Der Prospekt ist mit geschnitzten Akanthuswangen versehen, das Rückpositiv ist in die Brüstung der Empore eingebaut. Die Orgel wurde bis zum Jahr 2007 durch Jörg Dutschke und die Orgelwerkstatt Wegscheider restauriert. Die Disposition lautet:
| I Rückpositiv CD–c3 |       |
| Gedact              | 8′    |
| Principal           | 4′    |
| Flöte               | 4′    |
| Octave              | 2′    |
| Quinta              | 1 ⁄2′ |
| Octave              | 1′    |
| Scharf III          |       |
| Cromhorn            | 8′    |

| II Hauptwerk CD–c3 |    |
| Principal          | 8′ |
| Gedact             | 8′ |
| Quintatön          | 8′ |
| Octave             | 4′ |
| Spitzflöte         | 4′ |
| Quinta             | 3′ |
| Octave             | 2′ |
| Spitzflöte         | 2′ |
| Schwigel           | 1′ |
| Mixtur III         |    |
| Choralcimbel III   |    |
| Trompete           | 8′ |

| Pedal CD–c1 |     |
| Subbass     | 16′ |
| Posaune     | 16′ |

- Koppeln: I/II, II/P
- Nebenregister: Tremulant, Cimbelstern, Calcant
- Spielhilfen: Ventil ins Hauptwerk, Ventil ins Rückwerk